# 불교 미술
불교미술(佛敎美術)은 불교의 교리와 신앙에 기초하여 불교적인 소재를 조형화한 종교미술을 말한다. 또는 불교에 영향을 받은 미술을 가리킨다. 여기에는 석가모니, 보살 등의 실체를 묘사하는 예술 미디어가 포함된다. 역사적이고 신적인 저명한 불교 인물도 포함될 수 있다. 바즈라, 솔도파, 불교의 절 건축과 관련한 물리적인 물체도 포함된다.

## 같이 보기
- 불교 음악
- 불교의 상징